# Liste der Flughäfen im Sudan
Diese Liste der Flughäfen im Sudan listet alle Flughäfen im Sudan auf.
| Flughafen                                  | Stadt                    | IATA-Code                | ICAO-Code                | Koordinate                    |
| Internationale Flughäfen                   | Internationale Flughäfen | Internationale Flughäfen | Internationale Flughäfen | Internationale Flughäfen      |
| ------------------------------------------ | ------------------------ | ------------------------ | ------------------------ | ----------------------------- |
| Flughafen al-Faschir                       | al-Faschir               | ELF                      | HSFS                     | 13° 36′ 54″ N, 025° 19′ 29″ O |
| Flughafen Bur Sudan                        | Bur Sudan                | PZU                      | HSSP (früher: HSPN)      | 19° 26′ 01″ N, 037° 14′ 03″ O |
| Flughafen Dunqula                          | Dunqula                  | DOG                      | HSDN                     | 19° 09′ 14″ N, 030° 25′ 48″ O |
| Flughafen Khartum                          | Khartum                  | KRT                      | HSSS                     | 15° 35′ 22″ N, 032° 33′ 11″ O |
| Inlandsflughäfen                           |                          |                          |                          |                               |
| Flughafen Atbara                           | Atbara                   | ATB                      | HSAT                     | 17° 43′ 00″ N, 034° 03′ 00″ O |
| Flughafen Azaza                            | Al-Qadarif               | HSGF                     | GSU                      | 14° 07′ 50″ N, 035° 18′ 25″ O |
| Flughafen Carthago                         | Carthago                 | –                        | HSCG                     | 18° 45′ 05″ N, 036° 59′ 30″ O |
| Flughafen ad-Dabba                         | ad-Dabba                 | EDB                      | HSDB                     | 18° 00′ 50″ N, 030° 57′ 35″ O |
| Flughafen ad-Damazin                       | ad-Damazin               | RSS                      | HSDZ                     | 11° 47′ 34″ N, 034° 20′ 16″ O |
| Flugplatz Dilling                          | Dilling                  |                          |                          | 11° 59′ 30″ N, 029° 40′ 25″ O |
| Flughafen al-Dschunaina                    | al-Dschunaina            | EGN                      | HSGN                     | 13° 28′ 57″ N, 022° 28′ 04″ O |
| Flughafen ad-Du’ain                        | ad-Du’ain                | ADV                      | –                        | 13° 28′ 57″ N, 022° 28′ 04″ O |
| Flughafen Heglig                           | Heglig                   | HEG                      | HSHG                     | 09° 59′ 42″ N, 029° 23′ 52″ O |
| Flughafen Jabal Awliya                     | Khartum                  | –                        | –                        | 15° 14′ 43″ N, 032° 29′ 49″ O |
| Flughafen Kaduqli                          | Kaduqli                  | –                        | HSLI                     | 11° 08′ 17″ N, 029° 42′ 04″ O |
| Flughafen Kassala                          | Kassala                  | KSL                      | HSKA                     | 15° 23′ 15″ N, 036° 19′ 44″ O |
| Flughafen Kenana                           | Rabak                    | –                        | HSKN                     | 13° 03′ 15″ N, 032° 54′ 25″ O |
| Flughafen Khashm al-Girba                  | Khashm el Girba          | GBU                      | HSKG                     | 14° 55′ 30″ N, 035° 52′ 40″ O |
| Flughafen Merowe                           | Merowe                   | MWE                      | HSMR                     | 18° 26′ 35″ N, 031° 50′ 25″ O |
| Flugplatz an-Nahud                         | an-Nahud                 | NUD                      | HSNH                     | 12° 42′ 10″ N, 028° 26′ 10″ O |
| Flughafen New Halfa                        | New Halfa                | NHF                      | HSNW                     | 15° 21′ 20″ N, 035° 43′ 40″ O |
| Flughafen Nyala                            | Nyala                    | UYL                      | HSNN                     | 12° 03′ 13″ N, 024° 57′ 22″ O |
| Flughafen Schandi                          | Schandi                  | –                        | HSND                     | 16° 42′ 00″ N, 033° 25′ 59″ O |
| Flughafen al-Ubayyid                       | al-Ubayyid               | EBD                      | HSOB                     | 13° 09′ 12″ N, 030° 13′ 58″ O |
| Flughafen Wad Madani (derzeit geschlossen) | Wad Madani               | DNI                      | HSWD                     | 15° 23′ 15″ N, 036° 19′ 44″ O |
| Flughafen Zalingei                         | Zalingei                 | –                        | HSZA                     | 12° 56′ 40″ N, 023° 33′ 47″ O |
| Militärflugplätze                          |                          |                          |                          |                               |
| Militärflugplatz Bur Sudan                 | Bur Sudan                | –                        | HSSP                     | 19° 34′ 35″ N, 037° 12′ 57″ O |
| Militärflugplatz Wadi Seidna               | Khartum                  | –                        | –                        | 15° 49′ 00″ N, 032° 30′ 55″ O |